# تاداشی اوتسوکا
تاداشی اوتسوکا (انگلیسی: Tadashi Ōtsuka؛ زادهٔ ۳۰ آوریل ۱۹۷۸) بدمینتون‌باز اهل ژاپن است.